# Crush (película)
Crush es una película de 2001 escrita y dirigida por John McKay y protagonizada por Andie MacDowell, Imelda Staunton, Anna Chancellor, Kenny Doughty y Bill Paterson.

## Elenco
- Andie MacDowell ...  Kate Scales
- Imelda Staunton ...  Janine
- Anna Chancellor ...  Molly Cartwright
- Kenny Doughty ...  Jed Willis
- Bill Paterson ...  Rev. Gerald Marsden
- Caroline Holdaway ...  Pam
- Joe Roberts ...  Brendan
- Josh Cole ...  PC Darren Blake
- Gary Powell ...  Sargento
- Christian Burgess ...
- Morris Perry ...  Bishop
- Richenda Carey ...  Lady Governor
- Roger Booth ...  Hearty Governor
- Derek Deadman ...
- Andrew Bicknell ...  Mr. Yacht